# Ameixial (Santa Vitória e São Bento)
Ameixial (Santa Vitória e São Bento) (oficialmente: União das Freguesias do Ameixial (Santa Vitória e São Bento)) é uma freguesia portuguesa do município de Estremoz, com 97,49 km² de área e 564 habitantes (censo de 2021). A sua densidade populacional é 5,8 hab./km².

## História
Foi constituída em 2013, no âmbito de uma reforma administrativa nacional, pela agregação das antigas freguesias de Santa Vitória do Ameixial e São Bento do Ameixial e tem a sede em Santa Vitória.

## Demografia
A população registada nos censos foi:
| Distribuição da População por Grupos Etários | Distribuição da População por Grupos Etários | Distribuição da População por Grupos Etários | Distribuição da População por Grupos Etários | Distribuição da População por Grupos Etários | Distribuição da População por Grupos Etários |
| -------------------------------------------- | -------------------------------------------- | -------------------------------------------- | -------------------------------------------- | -------------------------------------------- | -------------------------------------------- |
| Antes da agregação                           |                                              |                                              |                                              |                                              |                                              |
| Ano                                          | 0-14 anos                                    | 15-24 anos                                   | 25-64 anos                                   | >= 65 anos                                   | Total                                        |
| 2001                                         | 102                                          | 108                                          | 409                                          | 262                                          | 881                                          |
| 2011                                         | 75                                           | 70                                           | 336                                          | 216                                          | 697                                          |
| Após a agregação                             |                                              |                                              |                                              |                                              |                                              |
| Ano                                          | 0-14 anos                                    | 15-24 anos                                   | 25-64 anos                                   | >= 65 anos                                   | Total                                        |
| 2021                                         | 51                                           | 54                                           | 283                                          | 176                                          | 564                                          |